# Волон (кантон)
Воло́н (фр. Volonne) — кантон во Франции, находится в регионе Прованс — Альпы — Лазурный Берег, департамент Альпы Верхнего Прованса. Входит в состав округа Форкалькье.
Код INSEE кантона — 0430. Всего в кантон Волон входит 9 коммун, из них главной коммуной является Волон.

## Коммуны кантона
| Коммуна               | Население, чел. (2007) | Почтовый индекс | Код INSEE |
| --------------------- | ---------------------- | --------------- | --------- |
| Волон                 | 1514                   | 04290           | 04244     |
| Л’Эскаль              | 1166                   | 04160           | 04079     |
| Монфор                | 389                    | 04600           | 04127     |
| Обиньоск              | 428                    | 04200           | 04013     |
| Пепен                 | 1049                   | 04200           | 04145     |
| Салиньяк              | 399                    | 04290           | 04200     |
| Сурриб                | 138                    | 04290           | 04211     |
| Шато-Арну-Сент-Обан   | 4970                   | 04160           | 04049     |
| Шатонёф-Валь-Сен-Дона | 348                    | 04200           | 04053     |

## Население
Население кантона на 2007 год составляло 11 399 человек.
| 1962  | 1968  | 1975  | 1982  | 1990   | 1999   | 2006 | 2007   | 2008 |
| ----- | ----- | ----- | ----- | ------ | ------ | ---- | ------ | ---- |
| 8 109 | 9 278 | 9 636 | 9 578 | 10 111 | 10 397 | —    | 11 399 | —    |